# ネターの不等式
数学では、マックス・ネター(Max Noether)の名前にちなんだネターの不等式(Noether inequality)は、基礎となるトポロジカルな4次元多様体の位相形を限定するコンパクトな射影的な極小複素曲面の性質である。より一般的に、この性質のは、代数的閉体上の一般型の極小射影曲面について成り立つ。

## 不等式の定式化
X を滑らかな代数的閉体上で定義された極小な射影的な一般型曲面（もしくは、滑らかな極小なコンパクトな一般複素曲面）とし、標準因子 K = −c1(X) とし、pg = h0(K) を正則 2-形式の空間の次元とすると、
{\displaystyle p_{g}\leq {\frac {1}{2}}c_{1}(X)^{2}+2}
が成り立つ。
複素曲面に対して、別の公式化は基礎となっている向き付けされた実 4次元多様体の位相不変量の項でこの不等式を表している。一般型曲面はケーラー曲面であるので、第二コホモロジーの交叉形式の最も大きい正の部分空間の次元は b+ = 1 + 2pg で与えられる。加えて、ヒルツェブルフの符号定理により、c12 (X) = 2e + 3σ であり、ここに e = c2(X) はトポロジカルなオイラー標数であり、σ = b+ − b− は交叉形式の符号である。従って、ネターの不等式は
{\displaystyle b_{+}\leq 2e+3\sigma +5}
としても表すことができる。あるいは、同じことであるが、e = 2 – 2 b1 + b+ + b− を使い、
{\displaystyle b_{-}+4b_{1}\leq 4b_{+}+9}
と表すこともできる。
ネター公式 12χ=c12+c2 とネターの不等式を組み合わせると、
{\displaystyle 5c_{1}(X)^{2}-c_{2}(X)+36\geq 12q}
を得る。ここに q は曲面の不正則数であり、曲面の不正則数は次の少し弱い形の不等式を導き、この不等式もときにはネターの不等式と呼ばれることもある。
{\displaystyle 5c_{1}(X)^{2}-c_{2}(X)+36\geq 0\quad (c_{1}^{2}(X){\text{ even}})}
{\displaystyle 5c_{1}(X)^{2}-c_{2}(X)+30\geq 0\quad (c_{1}^{2}(X){\text{ odd}}).}
等号が保たれるような曲面（つまり、ネター直線上は）は堀川曲面と呼ばれる。

## 証明のスケッチ
極小な一般型という条件からは、K2 > 0 が従う。このことから、不等式はそうでない場合は自動的に成立することから、pg > 1 を前提とする。特に、ここでは有効因子(effective divisor) D が K を表していることを前提とする。すると、完全系列
{\displaystyle 0\to H^{0}({\mathcal {O}}_{X})\to H^{0}(K)\to H^{0}(K|_{D})\to H^{1}({\mathcal {O}}_{X})\to }
が成り立つので、{\displaystyle p_{g}-1\leq h^{0}(K|_{D})} を得る。
D が滑らかであることを前提とする。随伴公式により、D は標準ラインバンドル {\displaystyle {\mathcal {O}}_{D}(2K)} を持つので、{\displaystyle K|_{D}} は特別因子(special divisor)であり、クリフォードの不等式(Clifford inequality)が適用され、
{\displaystyle h^{0}(K|_{D})-1\leq {\frac {1}{2}}\mathrm {deg} _{D}(K)={\frac {1}{2}}K^{2}}
を得る。
一般に、本質的に同じ議論が、自明ラインバンドルの1-次元切断や双対化されたラインバンドルとの局所完全交叉へ、より一般化されたクリフォードの不等式を使って適用される。曲線 D は、付加公式と D は数値的に連結であるという事実により、これらの条件を満たす。